# Whomp 'Em
Whomp 'Em (西遊記ワールドII 天上界の魔神?, Saiyuuki World II: Tenjoukai no Majin) sviluppato e pubblicato da Jaleco nel 1990 per Nintendo Entertainment System.
Sequel di Saiyūki World, conversione realizzata da Jaleco di Wonder Boy in Monster Land per Famicom, come nel titolo precedente, il protagonista della versione giapponese del gioco è Sun Wukong, personaggio tratto da Il viaggio in Occidente. Nella versione statunitense il personaggio giocante è un nativo americano di nome Soaring Eagle.